# Hveragerði
Hveragerði je malé město na jihu Islandu. V roce 2006 zde žilo 2189 obyvatel. Nachází se na geotermálním území. Zeměpisné souřadnice jsou 64°00' severní šířky a 21°11' západní délky.